# زلزال سيفيرو كوريلسك 1952
ضرب زلزال سيفيرو كوريلسك عام 1952 قبالة ساحل شبه جزيرة كامتشاتكا. وقع الزلزال الذي بلغت قوته 9.0 درجة على مقياس العزم الزلزالي في 5 نوفمبر 1952 في تمام الساعة 04:58 بالتوقيت المحلي، مما تسبب في حدوث تسونامي كبير ضرب سيفيرو كوريلسك، جزر الكوريل، منطقة سخالين، جمهورية روسيا الاتحادية الاشتراكية السوفيتية، الاتحاد السوفيتي.  أدى هذا إلى تدمير العديد من المستوطنات في منطقة سخالين ومنطقة كامتشاتكا، بينما ضرب التأثير الرئيسي مدينة سيفيرو كوريلسك. ويظل هذا الزلزال أقوى زلزال مسجل على الإطلاق في روسيا وخامس أقوى زلزال مسجل على الإطلاق في العالم منذ بدء علم الزلازل الحديث في عام 1900. كما كان أعنف تسونامي مسجل هناك وأكثرها تدميرًا.

## الوضع التكتوني
وقع الزلزال قبالة الساحل الشرقي لشبه جزيرة كامتشاتكا، والذي يمتد بالتوازي مع خندق كوريل-كامتشاتكا، وهي المنطقة التي تلتقي فيها صفيحتا المحيط الهادي وأوخوتسك. ولأن المحيط الهادئ أقدم وبالتالي أكثر كثافة، فإنه يندس تحت شبه جزيرة كامتشاتكا، التي تقع على صفيحة بحر أوخوتسك. تلتقي هاتان الصفيحتان على طول حدود متقاربة، يحددها الخندق. منطقة الاندساس زلزالية وتنتج زلازل كامتشاتكا، والتي تولد أحيانًا موجات تسونامي. الزلازل المرتبطة بمنطقة الاندساس في كوريل-كامتشاتكا هي من نوع الزلازل هائلة الدفع.ترتبط منطقة الاندساس بزلزالين معروفين على الأقل بقوة 9.0 درجات في الفترة ما قبل الآلات؛ 1737 و1841. بلغت قوة زلزال 1737 ما بين 9.0 و9.3 درجة، وتسبب في حدوث أكبر موجة تسونامي معروفة (60 مترًا) على شبه الجزيرة. ضرب زلزال آخر بقوة 9.0 درجات شبه الجزيرة في 17 مايو 1841. وتسبب في حدوث موجة تسونامي يصل ارتفاعها إلى 15 مترًا وشعر بها بشدة قصوى تتراوح بين 8 و9 درجات. 

## الزلزال
أدى الزلزال إلى تمزق رقعة من منطقة الاندساس تمتد من الجزء الشمالي من أونكوتان إلى رأس شيبونسكي؛ بطول حوالي 700 كيلومتر. ويُقدر عرض التمزق بما يتراوح بين 150 و200 كيلومتر. وقد حدث انزلاق في رقعة التمزق في اتجاه عمودي على خندق كوريل-كامتشاتكا.
قبل عامين من وقوع الهزة الرئيسية، بدأت سلسلة من الهزات الارتدادية بالقرب من مركز الزلزال، وكذلك على الحافة الجنوبية للصدع. واستُخدمت سلسلة الهزات الارتدادية بعد شهر من وقوع الهزة الرئيسية لتحديد المدى الشمالي للانزلاق. 

## التسونامي
تم توليد تسونامي على بعد 130 كيلومترًا (70 ميلًا بحريًا؛ 81 ميلًا) من كامتشاتكا، وضرب سيفيرو كوريلسك بثلاث موجات يبلغ ارتفاعها حوالي 15-18 مترًا (49-59 قدمًا).
كان معظم الأشخاص الذين يعيشون في البلدة من الوافدين الجدد إلى المنطقة القادمين من روسيا الأوروبية، حيث تم ضم المنطقة من اليابان قبل سبع سنوات فقط، في نهاية الحرب العالمية الثانية، وكانت المنطقة تفتقر إلى الوعي ببروتوكولات السلامة المناسبة من تسونامي. بعد الزلزال، فرّ غالبية سكان سيفيرو كوريلسك إلى التلال المحيطة، حيث نجوا من الموجة الأولى. إلا أن معظمهم عادوا إلى المدينة، وقُتلوا في الموجة الثانية.   ووفقًا للسلطات، توفي 2336 شخصًا من أصل 6000.  تم إجلاء الناجين إلى روسيا القارية.
ثم أعيد بناء المدينة في موقع أعلى في الداخل، ولم يتبق على شاطئ البحر سوى الميناء.  

## أضرار الممتلكات في هاواي
كان الضرر الاقتصادي الرئيسي ناتجًا عن أمواج تسونامي التي ضربت جزر هاواي، حيث تراوحت قيمة الأضرار في الممتلكات بين 800 ألف ومليون دولار أمريكي بأسعار عام 1952. تسببت الأمواج في اصطدام مركب بسفينة شحن في ميناء هونولولو. وفي هيلو، دُمِّر مرسى قوارب باهظ الثمن. وتضرر جزء صغير من الجسر الذي يربط هيلو بجزيرة كوكونت القريبة بسبب الأمواج العاتية، بالإضافة إلى تجريد منازل في المنطقة من أساساتها. كما انتُزعت عوامات خفر السواحل من مراسيها. 